# Parlamento del Regno d'Italia
Il Parlamento del Regno d'Italia era l'organo legislativo del Regno d'Italia, esistito dal 1861 al 1945.

## Storia

### Il Parlamento al momento dell’Unificazione
Le elezioni per la nomina dei rappresentanti del popolo italiano si svolsero il 27 gennaio 1861, in 443 circoscrizioni elettorali sparsi lungo la penisola. A votare sono soltanto i cittadini maschi di età superiore ai venticinque anni, capaci di leggere e scrivere.
Il 18 febbraio 1861 si riuniva (sotto la presidenza di Urbano Rattazzi) il primo Parlamento italiano, il quale però continuava a contare le sue legislature a partire da quella sabauda del 1848, sicché quella dal 18 febbraio 1861 al 7 settembre 1865 fu la VIII legislatura. Similmente il re continuò la numerazione sabauda (Vittorio Emanuele II) anziché iniziarla nuovamente da capo. Il "nuovo" Corpo legislativo era di fatto la prosecuzione del Parlamento del Regno di Sardegna.
Fino all’ultima legislatura della Destra storica (la XII) la partecipazione media si aggirava intorno al 30% dei membri, ma era arrivata a toccare anche il 19%. In parallelo, però, non vi erano grandi battaglie politiche, a eccezione di qualche momento particolare e per lo più di indirizzo generale. Per quel che riguarda i provvedimenti legislativi fino al 1870 ben l’80% di essi passarono con il 90% dei consensi; solo a partire dal 1874-75 questo unanimismo si incrinò fortemente.
In questa fase, dunque, il timone politico e amministrativo fu piuttosto nelle mani dei governi, che peraltro si succedevano abbastanza rapidamente dopo che l’improvvisa morte di Cavour il 6 giugno 1861 aveva creato un inevitabile vuoto di direzione.
Il periodo che va dal 1866 al 1870 fu ancora di avvio del sistema, e in esso la dialettica più squisitamente politica, per quanto ristretta ai grandi notabili, dominò sul lavoro legislativo in senso proprio, per non dire sul controllo del governo. Si stava sempre più indebolendo, da vari punti di vista, la finzione che il governo fosse «il governo del re»: non nel senso che il sovrano non avesse potere e possibilità di inserirsi nelle attività dell’esecutivo, ma nel senso che ciò avveniva per lo più per via indiretta e che comunque il re avrebbe sempre più dovuto tenere conto del contesto politico generale.
Naturalmente il monarca era facilitato nel suo gioco dalla mancanza sia di solide maggioranze parlamentari (queste si formavano semmai attorno al Presidente del Consiglio scelto dal re, non a priori per sostenere un proprio candidato), sia da un sistema elettorale con bassa partecipazione. La stessa procedura dell’incarico a una personalità politica di formare il governo rimase per lungo tempo un atto sostanzialmente ambiguo. Solo nel 1896, con la formazione del secondo ministero di Antonio di Rudinì, che Umberto I procedette all’assegnazione dell’incarico con regio decreto.
Non esisteva la prassi della «fiducia preventiva» (che venne introdotta solo a inizio Novecento, in Età giolittiana). Con il decreto di incarico il governo entrava subito nella pienezza dei suoi poteri poiché si dava per scontato che avesse la fiducia del Parlamento. Aggiungiamo che fino al 1892 non vi fu neppure l’abitudine a discutere in qualche modo dei programmi di governo: lo stesso «discorso della Corona», ovvero l’intervento formale del monarca che esponeva gli indirizzi del «suo governo», non prevedeva di essere seguito da alcun dibattito, ma solo da una semplice replica formale di ringraziamento.
A dispetto di una svalutazione dell’esperienza parlamentare (che non è un fenomeno esclusivo dell’Italia del periodo), con l’avvento al potere della Sinistra storica la Camera acquisì un sempre maggior potere e un peso politico più incisivo. Ciò non è in contrasto con la parallela crescita del potere del governo, perché questo diventava sempre più un governo intrinsecamente connesso con essa, in stretta relazione biunivoca con le sue dinamiche. Anche il parallelo consolidarsi del ruolo del presidente del Consiglio non era in contraddizione con questo. Con il decreto del 25 agosto 1876 Depretis diede una prima forma all’istituto: ciò che risultò determinante fu il fatto che da allora in avanti il presidente del Consiglio diventò decisamente il perno di costruzione della maggioranza politica, che si formava non solo attorno al governo, ma per mezzo della composizione del governo e delle contropartite che il governo poteva offrire ai parlamentari che lo appoggiavano.
Nella prima fase dell’età della Sinistra storica il Parlamento scontò, più che in passato, l’attivismo del governo, che si avviava a essere il motore non solo dell’iniziativa politica (come in fondo era sempre stato da Cavour in avanti), ma anche dell’iniziativa legislativa, perché adesso legiferare cominciava a voler dire «riformare». Tipica in questo senso fu la riforma dell’istruzione fatta approvare dal ministro Michele Coppino tra il marzo e il giugno 1877, che prevedeva non solo un obbligo scolastico fino ai 9 anni.
Per quanto riguardava il Senato, la rilevanza di quella che doveva essere la Camera dei migliori fu sempre molto limitata e se ne resero conto tanto i senatori stessi, quanto gli studiosi di diritto costituzionale. Di fatto, retificava quanto deliberato dalla Camera, che va considerata il vero organo dal quale erano prese tutte le decisioni più importanti. Proprio per queste ragioni il dibattito sulla necessità di riformare il Senato fu costante sin quasi dalle origini dello Stato unitario. A renderlo possibile fu l’illusione che lo Statuto fosse una Costituzione, come si direbbe in termini moderni, flessibile, cioè emendabile da riforme votate da una maggioranza parlamentare come qualsiasi altra legge, per cui anche la normativa sul Senato avrebbe potuto essere cambiata. In realtà proprio la vicenda della mancata riforma del Senato mostra quanto questo modo di ragionare, pure presente anche tra i giuristi dell’epoca, fosse inappropriato. A testimonianza del fatto che lo Statuto era assai più «rigido» di quanto la dottrina non ammettesse, non si riuscì mai, neppure in epoca fascista, a far passare nessun progetto di riforma della Camera alta, neppure quelli partoriti in diverse riprese dall’interno stesso del Senato.
Non bisogna peraltro esagerare nel sottolineare l’impotenza dei senatori, che in buona parte dipendeva, più che da vincoli legali o da difetti di legittimazione rappresentativa, dalla scarsa volontà di impegnarsi in una battaglia politica da parte della gran maggioranza dei suoi membri che intendevano la carica come un’onorificenza e uno status symbol più che come un ruolo politico.

### La riforma elettorale del 1882
L’inadeguatezza del sistema elettorale ereditato dal Regno di Sardegna per incanalare la partecipazione popolare era evidente da tempo. Sì arrivò così ad approvare la legge Zanardelli. Dal punto di vista parlamentare la riforma elettorale promosse una rimodulazione del modo di formazione delle maggioranze alla Camera.
La legge, approvata dal IV Governo Depretis, sostituì la legge elettorale del 1860, alterandone sia il sistema che la base elettorale.
Tale sistema, tuttavia, accrebbe l'instabilità delle maggioranze, cosicché nel 1891 la legge venne emendata ripristinando i collegi uninominali. Con tali modifiche, essa restò in vigore sino al 1912, quando venne sostituita sotto il IV governo Giolitti da una nuova legge che estese ulteriormente il suffragio.
Sotto il profilo del sistema elettorale, la legge era una plurinominale di lista: essa, cioè, sostituì i collegi uninominali previsti dalla norma precedentemente in vigore con collegi plurinominali che eleggevano da due a cinque deputati.
Il suffragio restava riservato ai maschi, ed era condizionato all'avvenuto compimento del ventunesimo anno d'età (la soglia precedente era di 25 anni). Tra costoro, avrebbe potuto votare solo chi sapeva leggere e scrivere e o avesse esibito la licenza del biennio elementare (che con la Legge Coppino del 1877 era statale e gratuito) oppure chi pagasse almeno 19,80 lire di imposte annue. Per effetto di queste modifiche la base elettorale crebbe significativamente, passando dal 2,2% al 6,9% della popolazione. Agostino Depretis, esponente della sinistra storica, aveva fatto dell'allargamento della base elettorale un suo cavallo di battaglia.

### L'Età giolittiana e il primo dopoguerra
L’Età giolittiana è un periodo storico che va dal 1903, anno dell'inzio del secondo mandato di Giovanni Giolitti come Presidente del Consiglio, al 1914. 
Si parla di Età giolittiana perché il Presidente del Consiglio è stato in grado di instaurare una vera e propria "dittatura parlamentare", che gli ha permesso di reggere saldamente il potere per più di dieci anni e attuare numerose riforme fondamentali per avvicinare l’Italia alle altre potenze europee. 
Ciò è avvenuto soprattutto tramite il trasformismo e il meccanismo della ritirata strategica. Il trasformismo dell’età giolittiana consiste nella capacita di Giovanni Giolitti di intrecciare alleanze sia con i conservatori, sia con le ali più riformiste del parlamento, andando a creare un mono-schieramento di maggioranza per certi versi simile al centrismo democristiano degli anni ’50-’60. 
Un altro aspetto fondamentale dell’ età giolittiana è la capacità del primo ministro di attuare il meccanismo della ritirata strategica: esso consiste nel dimettersi e farsi sostituire da una figura politica a lui vicina, qualora ci sia urgenza di approvare una legge che farebbe sicuramente cadere il governo.
Nel 1912 venne varata la terza riforma elettorale, la legge 30 giugno 1912 n. 666. La riforma, approvata dal quarto governo Giolitti, sostituì la legge elettorale italiana del 1882 (modificata nel 1891), allargando il suffragio a tutti i cittadini maschi che avessero compiuto 30 anni o che, pur minori di 30 anni ma maggiori di 21, pagassero un'imposta diretta annuale di almeno 19,80 lire, o avessero conseguito la licenza elementare inferiore, oppure avessero prestato il servizio militare. In tal modo il corpo elettorale passò dal 7% al 23,2% della popolazione. Fu mantenuto il sistema maggioritario in vigore dal 1891. Nel corso dell'iter parlamentare, le Camere rifiutarono quasi all'unanimità di concedere il diritto di voto alle donne e venne respinta una ipotesi di un proporzionale.
Nel 1918, dopo la Prima guerra mondiale, venne approvaga la legge elettorale 1918 che introdusse il siatema proporzionale e creò la parvenza di un consolidamento di una forma di governo parlamentare, in cui l'esecutivo veniva formalmente nominato dal sovrano e doveva godere della fiducia della Camera dei Deputati (il Senato "non faceva crisi"). In base alla nuova legge, l'elettore era chiamato ad esprimere la propria preferenza di lista su schede a stampa obbligatorie che riportavano i contrassegni dei partiti, presentate, in ogni collegio da un numero di elettori variabile tra i 300 ed i 500. L'elettore poteva esprimere da uno a quattro voti di preferenza per i candidati della lista votata o, con il cosiddetto "voto aggiunto", anche per candidati di altre liste.
La nuova legge elettorale proporzionale fu applicata per la prima volta nelle consultazioni elettorali del 16 novembre 1919, che segnarono il ridimensionamento delle forze politiche di area liberale e l'affermazione del Partito Socialista e del Partito Popolare Italiano. 
Strettamente connessa alla nuova legislazione elettorale fu una profonda modifica del Regolamento della Camera (1920-1922), con la previsione dei gruppi parlamentari e del sistema delle commissioni permanenti, composte di membri designati proporzionalmente dei gruppi, che, all'interno del processo legislativo, sostituì il vecchio sistema degli uffici.

### La legge Acerbo
All'indomani della marcia su Roma, fu varata una profonda revisione della legislazione elettorale, sfruttando le persistenti divisioni tra i partiti proporzionalisti ed i nostalgici del collegio uninominale. Al termine di un complesso iter parlamentare si giunse così all'approvazione della c.d. "legge Acerbo". La nuova legge prevedeva in sostanza l'adozione del sistema maggioritario plurinominale all'interno di un collegio unico nazionale. La ripartizione dei seggi alla Camera dipendeva in maniera sostanziale dal premio di maggioranza riconosciuto alla lista vincitrice: la lista vincitrice che avesse conseguito il 25% dei voti validi avrebbe ottenuto 2/3 dei 535 seggi; i residui 179 sarebbero stati divisi tra le altre liste. La "legge Acerbo" fu applicata nella sola tornata elettorale del 6 aprile del 1924, che segnarono la decisiva affermazione delle liste del Partito Fascista (64,9% dei voti).

### Riforma plebiscitaria
Con la legge 17 maggio 1928 n. 1029 ed il Testo Unico 2 settembre 1928, n. 1993, fu dunque introdotto un nuovo sistema elettorale di tipo plebiscitario, come già allora lo si definì.
La nuova legge elettorale prevedeva un collegio unico nazionale chiamato a votare o a respingere una lista precostituita di 400 deputati, lista formata dal Gran Consiglio del Fascismo a partire da una rosa di 850 candidati proposti dalle confederazioni corporative nazionali, 200 candidati proposti da associazioni ed enti culturali ed assistenziali ed ulteriori candidati scelti dal Gran Consiglio stesso. Gli elettori potevano esprimersi con un "sì" o un "no" sul complesso della lista, esprimendo il proprio voto su schede recanti l'emblema del fascio littorio. 
Nel caso in cui la lista non fosse stata approvata dal corpo elettorale, era previsto che la consultazione si ripetesse con il concorso di liste concorrenti, presentate da associazioni ed organizzazioni che avessero almeno 5.000 soci elettori.
Questa norma, insieme che l'esclusione dall'elettorato attivo dei membri dei corpi militari, portò ad una significativa contrazione degli aventi diritto da 11.939.552 a poco più di 9.500.000.

### Soppressione della Camera dei Deputati
Il sistema elettivo fu definitivamente abbandonato con la legge 19 gennaio 1939, n. 129 che soppresse la Camera dei Deputati e istituì la Camera dei fasci e delle corporazioni, con cui si istituzionalizzò il fatto che l'organo parlamentare fosse assoggettato al Capo del Governo. I membri del nuovo organo, denominati Consiglieri nazionali, non erano eletti, ma vi venivano nominati con decreto del Duce in quanto componenti di organi di vertice del Partito nazionale fascista e del Consiglio nazionale delle corporazioni. Il Presidente era  nominato con regio decreto. Costanzo Ciano, già Presidente della Camera dei deputati, fu chiamato a presiedere la nuova Assemblea.
Nei confronti del Senato non vennero attuate riforme, anche perché ormai - in particolare a seguito dell'allargamento del bacino elettorale per la Camera dei Deputati - non era più un organo cardine della macchina politica italiana. Il Senato rimase una sorta di "isola monarchica" durante il ventennio: nonostante non fossero mancati gli innesti di membri fascisti (c.d. infornate), a causa del carattere vitalizio della carica di senatore, era un organismo non pienamente integrato nel sistema predisposto da Mussolini e quindi, col tempo, era stato sempre più messo ai margini della vita politica.

### Periodo costituzionale transitorio
Dopo la destituzione di Mussolini la XXX legislatura venne chiusa e la Camera dei Fasci sciolta. Il 5 aprile 1945 venne istituita una camera provvisoria, la Consulta nazionale. Il Senato, che non si era più riunito dal 17 maggio 1940, fu formalmente soppresso il 3 novembre 1947. Similmente, la legge istitutiva della Camera dei Fasci e delle Corporazioni fu abrogata il 22 dicembre 2008.

## Struttura e funzioni
Secondo lo Statuto Albertino, il potere legislativo era collettivamente esercitato dal Re e dalle due Camere:
- la Camera dei deputati (fino al 1939), i cui membri (deputati), eletti per 5 anni dai sudditi dotati di diritto di voto, eleggevano nella prima seduta il Presidente della Camera;
- la Camera dei fasci e delle corporazioni (dal 1939) i cui membri (consiglieri nazionali) vi venivano nominati di diritto in quanto componenti del Gran consiglio del fascismo, del Consiglio Nazionale del Partito Nazionale Fascista e del Consiglio nazionale delle corporazioni;
- il Senato, i cui senatori erano interamente di nomina regia e mantenevano la carica a vita.

Tale struttura rappresentava la prosecuzione istituzionale di quanto era stato il Parlamento subalpino del Regno di Sardegna.
Lo Statuto Albertino configurava una monarchia di tipo costituzionale fondata sul bicameralismo perfetto: il Re, vincolato alle disposizioni statutarie, esercitava il potere legislativo congiuntamente alle due Camere, secondo il principio del King in Parliament. La facoltà di proporre leggi spettava sia al sovrano sia alle Camere. In questo assetto il Re assumeva il ruolo di “terza Camera”, poiché ogni legge, pur approvata dai due rami del Parlamento, necessitava della sanzione regia per acquistare efficacia, pena la sua nullità. L’uguaglianza formale dei poteri tra Camera e Senato era temperata dal fatto che i disegni di legge in materia di bilancio e di imposizione tributaria dovevano essere presentati in via prioritaria alla Camera dei deputati.
Nella prassi, tuttavia, il sistema evolse – fino all’avvento del fascismo – verso una forma di monarchia parlamentare: le prerogative regie venivano esercitate di fatto su impulso dei Ministri e del Presidente del Consiglio, figura che deteneva la reale direzione politica del Governo. Parallelamente, il modello di bicameralismo si trasformò in un bicameralismo imperfetto, giacché soltanto la Camera dei deputati era eletta. Una volta affermatasi la prassi della fiducia parlamentare, essa veniva richiesta esclusivamente alla Camera bassa, da cui il noto adagio secondo cui «il Senato non fa crisi».
L'avvento del fascismo portò al graduale svuotamento del Parlamento dei suoi poteri. Dapprima la prassi della fiducia parlamentare e la conseguente azione di controllo della Camera sul Governo vennero definitivamente eliminate con l’approvazione della legge sulle attribuzioni del Capo del Governo, Primo Ministro Segretario di Stato. Tale normativa stabiliva che il Capo del Governo fosse nominato dal Re e che la sua responsabilità politica fosse rivolta esclusivamente nei confronti della Corona, eliminando quindi ogni ambiguità che avrebbe permesso di instaurare un vincolo di fiducia nei confronti del Parlamento. Inoltre, la stessa legge limitò fortemente l'autonomia delle Camere: nessun oggetto poteva essere messo all'ordine del giorno senza l'adesione del Duce e impose limitazioni sulla possibilità di discutere ed emendare i disegni di legge.
La legge istitutiva della Camera dei Fasci e delle Corporazioni specificava che Camera e Senato collaboravano col governo alla formazione delle leggi e attribuiva al Capo del Governo il potere di convocarle.

## Il discorso della Corona

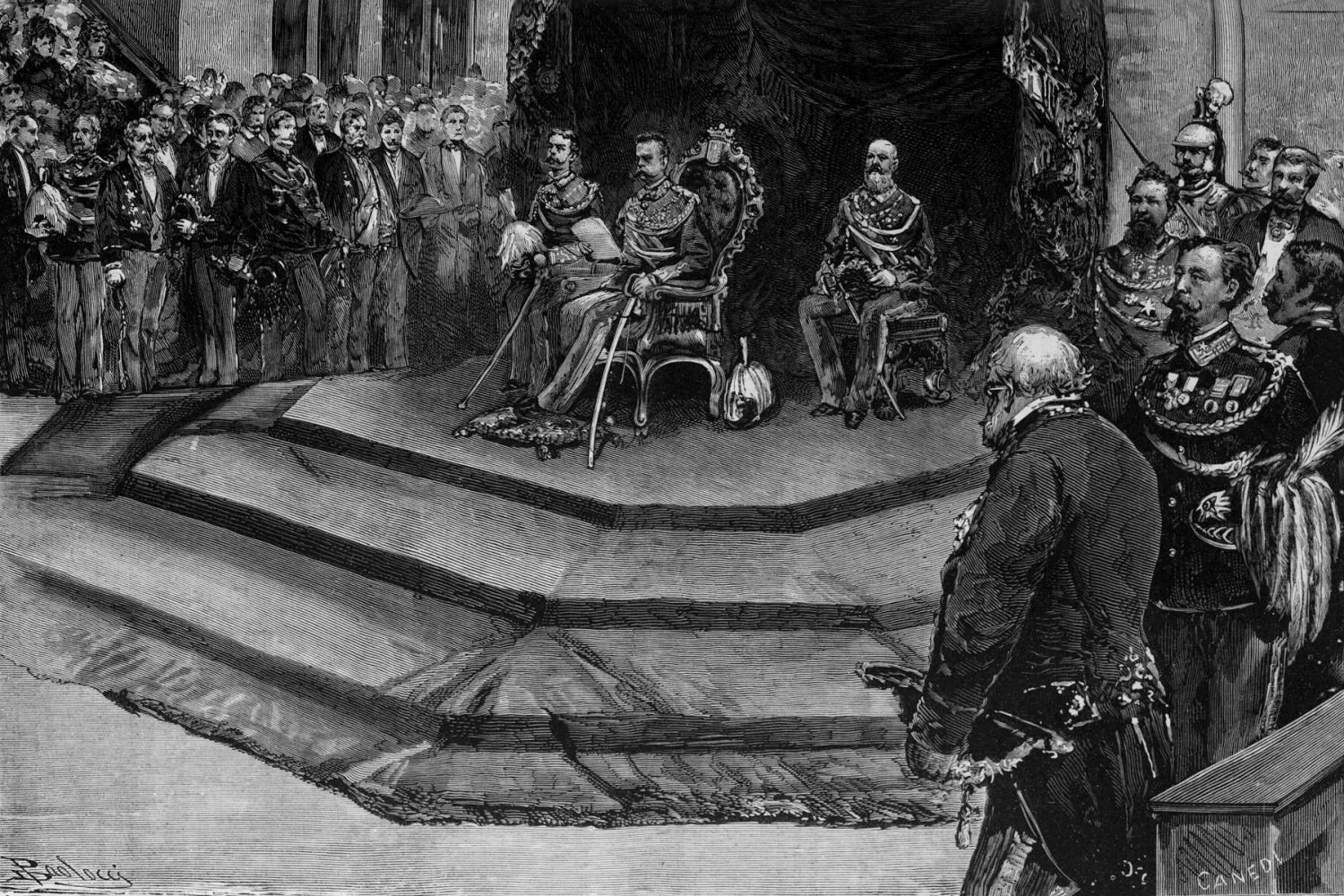
Umberto I inaugura la XIII legislatura, 1876

Nel sistema costituzionale del Regno d’Italia, Sua Maestà il Re si rivolgeva alle Camere in seduta comune in due solenni circostanze: al momento del giuramento di fedeltà allo Statuto Albertino, previsto dall’articolo 22 al momento dell’ascesa al trono, e in occasione del discorso della Corona, non disciplinato formalmente dallo Statuto ma prassi consolidata, con cui si inaugurava ciascuna legislatura e sessione parlamentare.
Il discorso era un atto formalmente regio ma sostanzialmente redatto dal Presidente del Consiglio o da un Ministro. Esso conteneva l’esposizione del programma politico del Governo, assumendo così un ruolo non meramente cerimoniale: insieme al giuramento, rinsaldava il rapporto tra la Monarchia e le istituzioni costituzionali, scandiva l’inizio dei lavori parlamentari e segnava la cadenza delle legislature e delle singole sessioni.
A Torino, capitale del Regno fino al 1865, il Parlamento si riuniva per l’occasione a Palazzo Carignano, sede della Camera dei deputati. Dopo il trasferimento della capitale a Firenze (18 novembre 1865), i discorsi della Corona si svolsero presso Palazzo Vecchio, nell’Aula dei Cinquecento, fino al successivo spostamento della capitale a Roma.
A Roma le sedute si tennero inizialmente presso la Camera dei deputati a Palazzo Montecitorio, nell’originaria aula progettata da Ernesto Comotto. Dichiarata inagibile quest’ultima nel 1899, le Camere furono costrette a riunirsi fino al 1918 a Palazzo Madama, sede del Senato. Solo a partire dall’inaugurazione della XXVI legislatura i discorsi della Corona poterono nuovamente svolgersi a Montecitorio, nella nuova aula della Camera.

## Letteratura
- Ferdinando Petruccelli della Gattina fece un ritratto ironico e polemico allo stesso tempo sul regio parlamento nell'opera I moribondi del Palazzo Carignano (1862), il primo di una serie di saggi pungenti nei confronti della politica italiana.